# Polypodium pellucidum
Polypodium pellucidum är en stensöteväxtart som beskrevs av Georg Friedrich Kaulfuss. Polypodium pellucidum ingår i släktet Polypodium och familjen Polypodiaceae.

## Underarter
Arten delas in i följande underarter:
- P. p. opacum
- P. p. acuminatum
- P. p. vulcanicum

## Bildgalleri

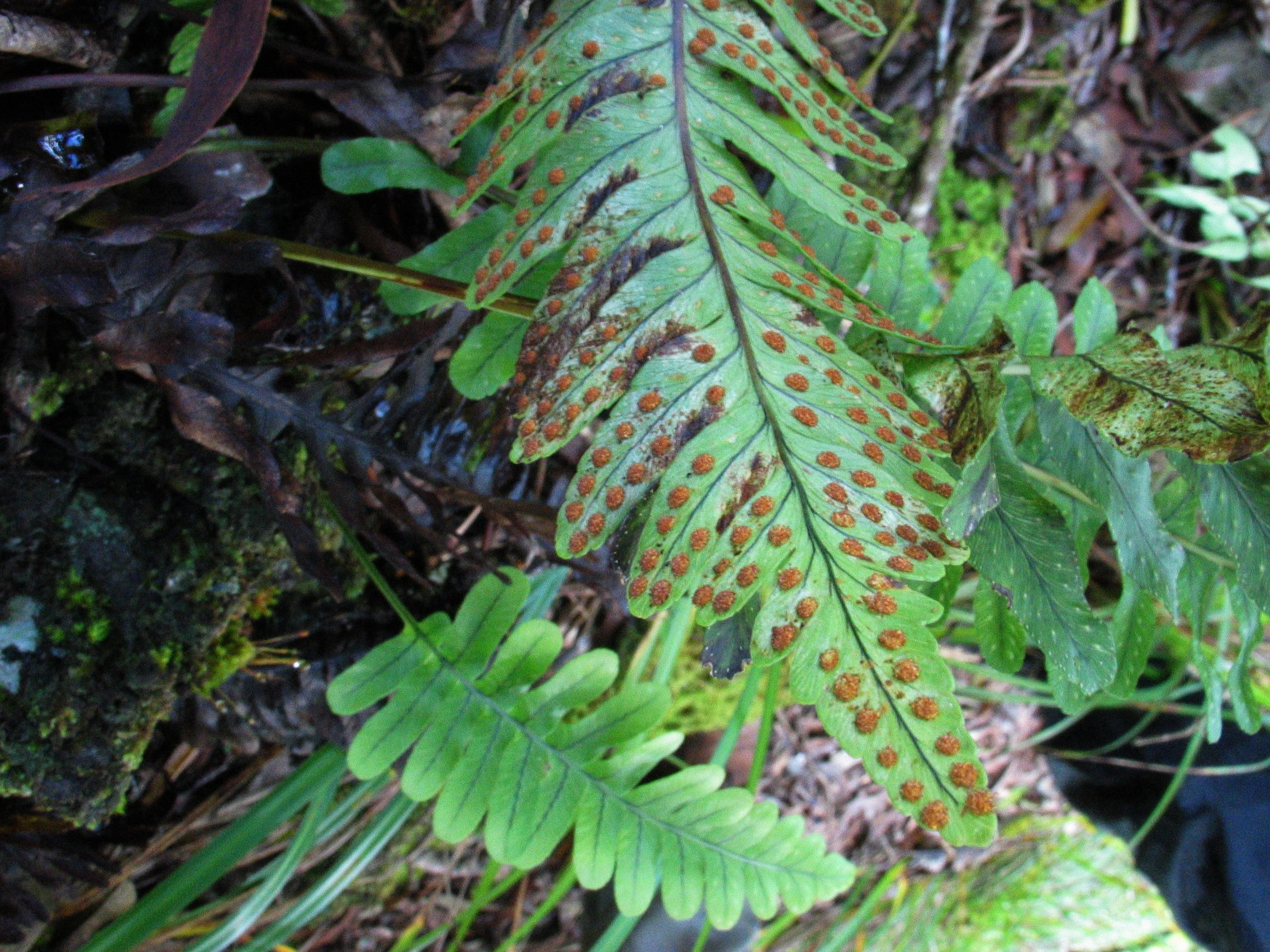
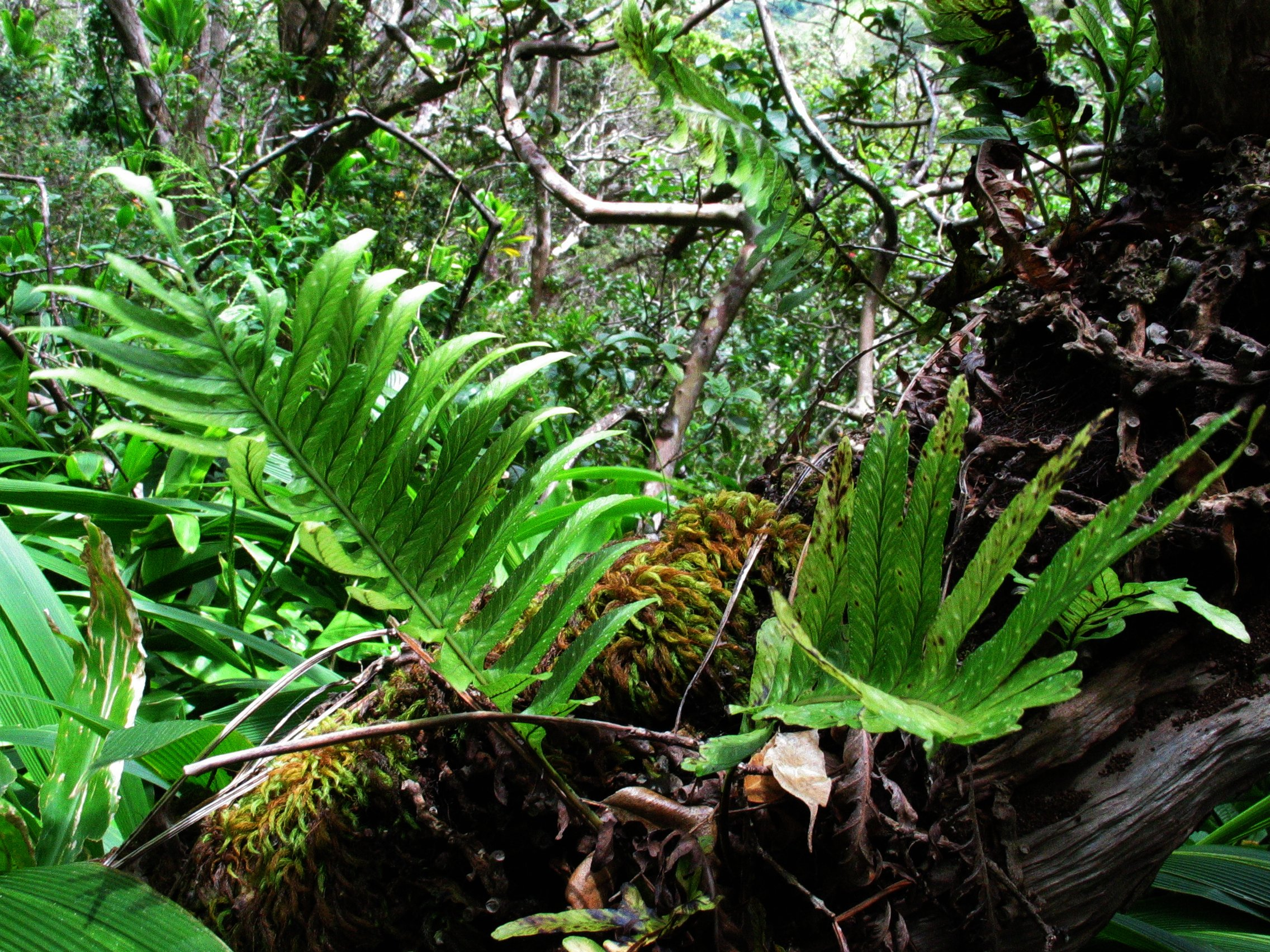
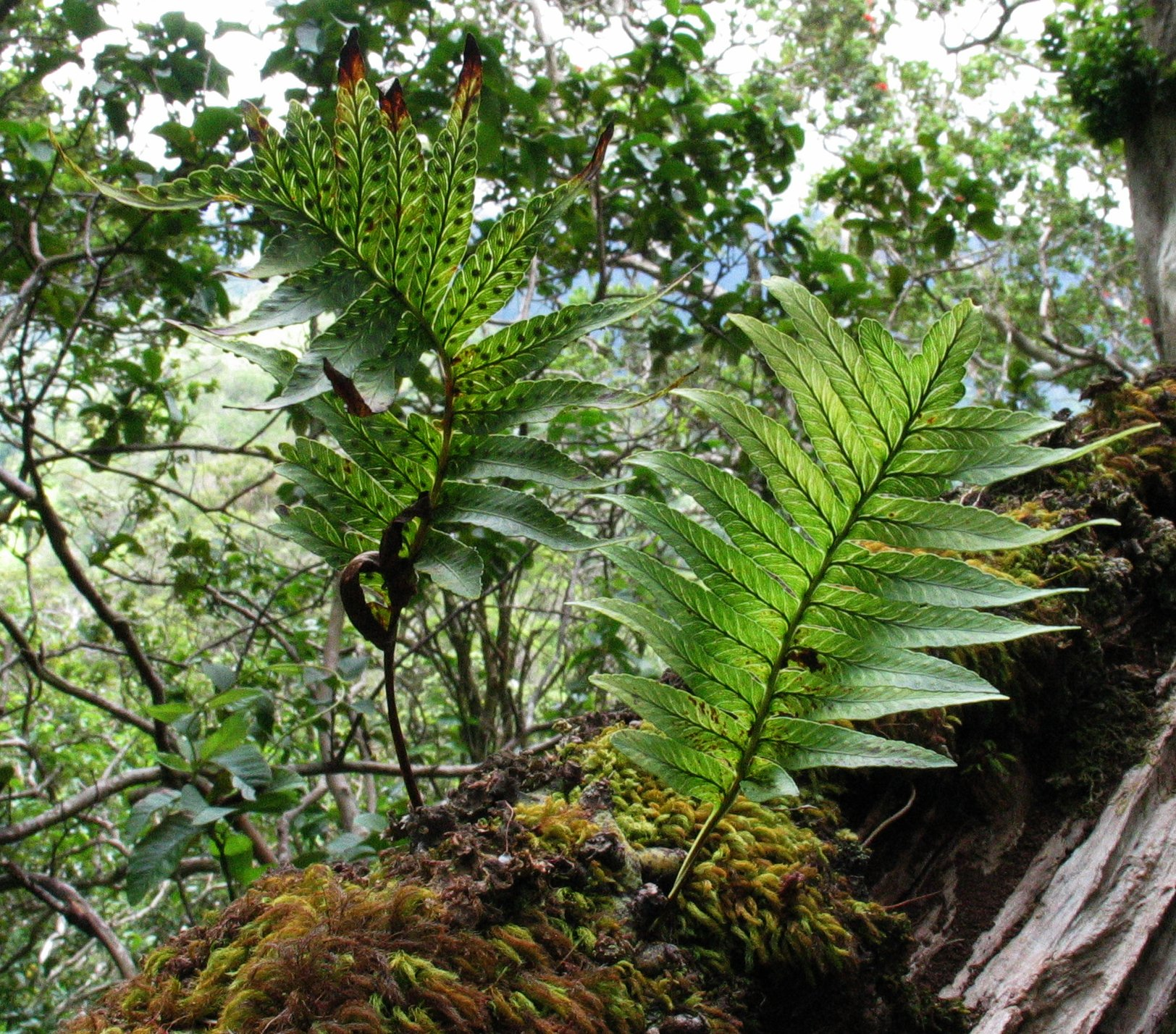
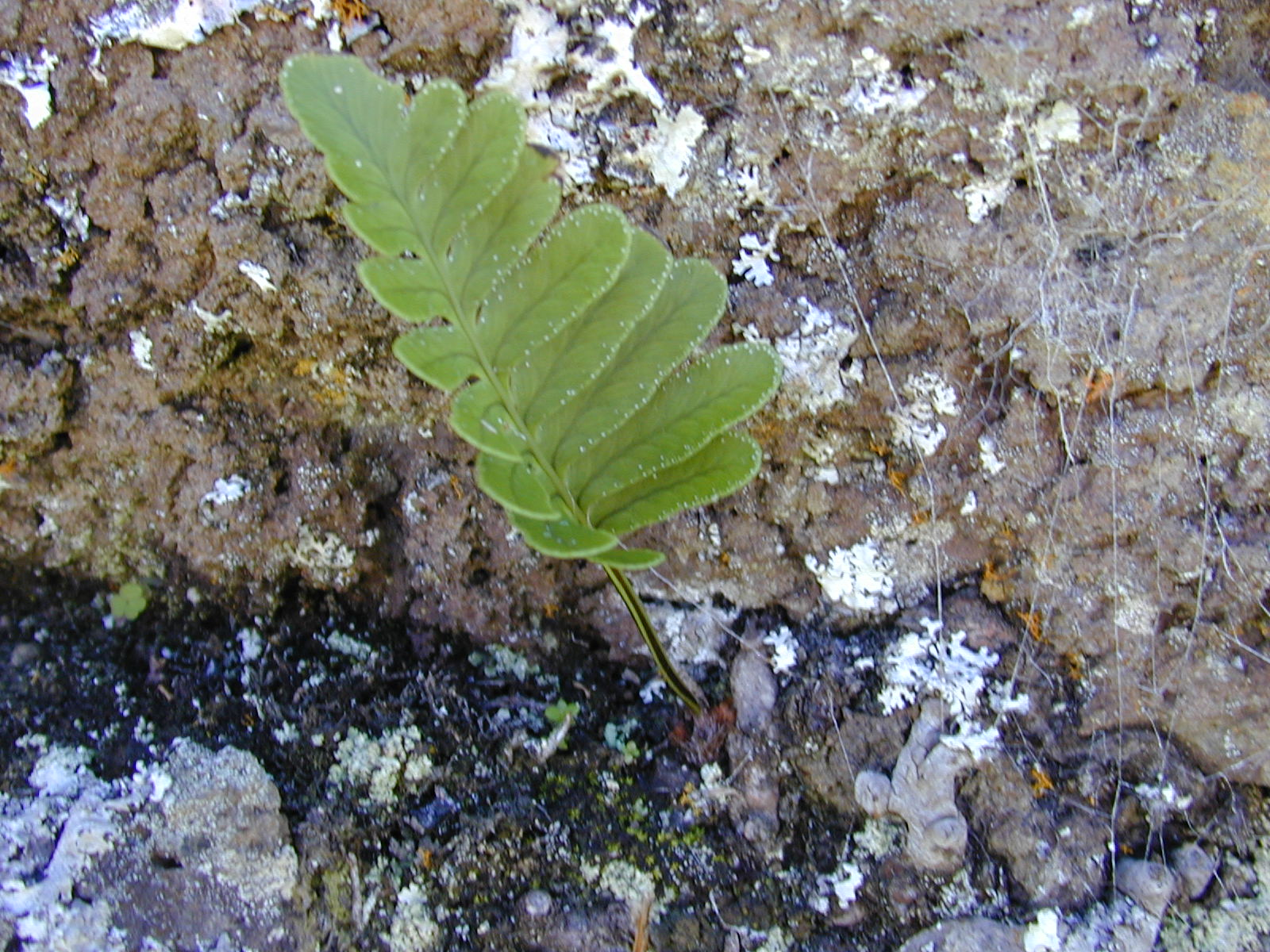
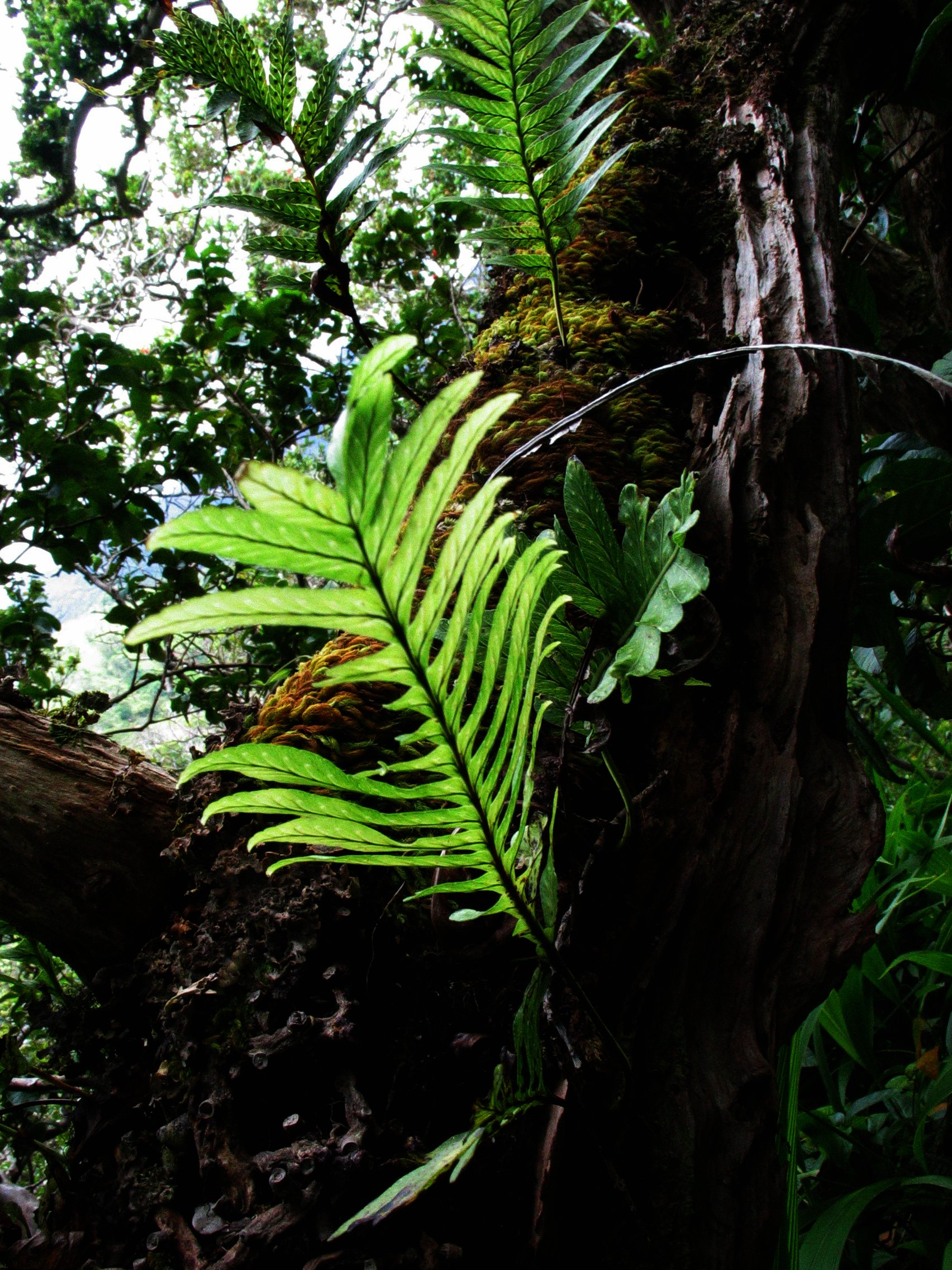
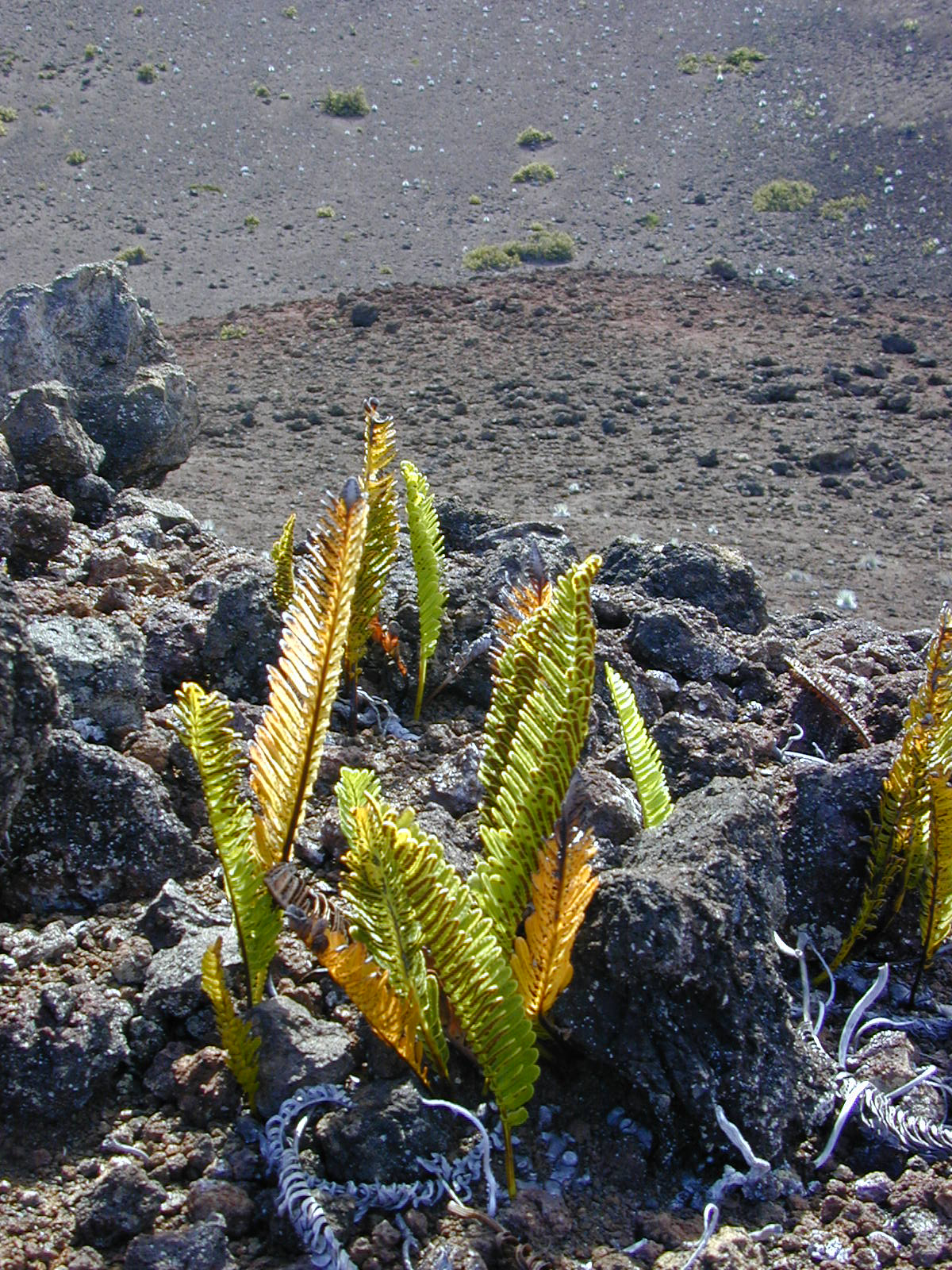